# Алгайское муниципальное образование
Алгайское сельское поселение — муниципальное образование в составе Новоузенского района Саратовской области. Административный центр — посёлок Алгайский. На территории поселения находятся 16 населённых пунктов — 4 посёлка, 12 хуторов .

## Населённые пункты
- посёлок Алгайский — административный центр;
- посёлок Ленинский;
- посёлок Мирный;
- посёлок Первомайский;
- хутор Беленький;
- хутор Вершков;
- хутор Дальний 1-й;
- хутор Курганов;
- хутор Новый Пиндеев;
- хутор Осинкин;
- хутор Свистунов;
- хутор Старый Пиндеев;
- хутор Труба;
- хутор Храпун;
- хутор Цыплаков;
- хутор Юбилейный